# Alkotmányvédelmi Hivatal
Az Alkotmányvédelmi Hivatal (hivatalos rövidítése AH) – azelőtt Nemzetbiztonsági Hivatal (NBH) – Magyarország egyik polgári nemzetbiztonsági szolgálata. Elődei tulajdonképpen a Belügyminisztérium III/II-es (kémelhárító) és III/III-as (belső elhárító) csoportfőnökségei, amelyek a rendszerváltásig egyetlen centralizált szervezet, a Belügyminisztérium III. Főcsoportfőnökség keretei között működtek, együtt a hírszerzéssel és a katonai elhárítással. A III/III-as csoportfőnökség ugyan jogutód nélkül szűnt meg, de az általa addig ellátott, és a demokratikus berendezkedés idején is szükséges belső elhárítási feladatokat, mint az alkotmányos rend elleni szervezkedés felfedése, a rendszerváltáskor létrehozott Nemzetbiztonsági Hivatal vette át.

## Története
A Belügyminisztériumról 1990-ben, a rendszerváltás után választották le, majd szervezték újra politikai rendőrségből a demokrácia jogi kereteinek megfelelő, törvények által tisztábban szabályozott működésű és korlátozottabb hatáskörű polgári titkosszolgálattá. Az 1990. március 1-jén alapított új Nemzetbiztonsági Hivatal alkalmazottai jogállásukra nézve már nem rendőrök, hanem a polgári titkosszolgálat hivatásos állományú dolgozói lettek. Klasszikus intézkedési jogkörük, mely a Kádár-korszakban még fennállt, megszűnt. Polgári nemzetbiztonsági szolgálatként a a polgári titkosszolgálatokat felügyelő tárca nélküli miniszter felügyelete alá tartozott. 1996-ban vált le róla a Nemzetbiztonsági Szakszolgálat.
Feladatai közé tartozik a szervezett bűnözés elleni küzdelem is, ám hangsúlyozottan nem tartozik egy szervezetbe a rendőrséggel és egyéb rendőri szervekkel. Laborc Sándor dandártábornok lemondása után 2009. szeptember 1-jén Balajti László vezérőrnagyot, a Nemzetbiztonsági Szakszolgálat korábbi főigazgatóját bízták meg a főigazgatói teendők ellátásával.
A Belügyminisztérium visszaállításával 2010-től a rendőrséggel és egyéb rendvédelmi szervekkel együtt újra a belügyminiszter irányítása alá helyezték. Nevét a második Orbán-kormány Alkotmányvédelmi Hivatalra (AH) változtatta. Bár dolgozói hivatásos állományúak, munkájukat polgári ruhában, legtöbbször titkos műveletek keretében végzik, kilétüket pedig csak végszükség esetén fedik fel civilek vagy mások előtt. Egyenruhát csupán a főtiszti kar visel, az AH főtisztjei által viselt egyenruha-változatok megegyeznek a honvédség és a rendőrség főtiszti állománya által viselhető társasági egyenruhákkal. Bár az Alkotmányvédelmi Hivatal dolgozói fegyverviselésre jogosultak, önálló, a rendőrökéhez hasonló intézkedési jogkörrel nem rendelkeznek, kényszerítő eszközt vagy testi kényszert csak a társhatóságok, pl. a rendőrség dolgozóinak jelenlétében alkalmazhatnak.
2019 szeptemberében az Alkotmányvédelmi Hivatal a hajdani BHG Híradástechnikai Vállalat Fehérvári úti épületébe költözött a budapesti XI. kerületbe. A korszerű titkosszolgálati követelményeknek megfelelően felújított objektum kialakítása 30 milliárd Ft-ba került.

## Feladatai
- felderíti és elhárítja a Magyarország függetlenségét, politikai, gazdasági, védelmi vagy más fontos érdekét sértő vagy veszélyeztető külföldi titkosszolgálati törekvéseket és tevékenységet;[2]
- felderíti és elhárítja a Magyarország törvényes rendjének törvénytelen eszközökkel történő megváltoztatására vagy megzavarására irányuló leplezett törekvéseket;
- felderíti és elhárítja a Magyarország gazdasági, tudományos-technikai, pénzügyi biztonságát veszélyeztető leplezett törekvéseket, valamint a jogellenes kábítószer- és fegyverkereskedelmet;
- ellátja a központi államhatalmi és kormányzati tevékenység szempontjából fontos szervek (intézmények) és létesítmények biztonsági védelmét;
- ellátja a hatáskörébe tartozó személyek nemzetbiztonsági védelmének feladatait, illetve elvégzi - a Katonai Nemzetbiztonsági Szolgálat, a Nemzetbiztonsági Szakszolgálat, valamint az Információs Hivatal hatáskörébe tartozó személyek kivételével - a nemzetbiztonsági ellenőrzés alá eső személyek nemzetbiztonsági ellenőrzésének feladatait
- végzi a letelepedett jogállást igazoló okmányt kérelmező, továbbá a menekültkénti elismerését kérő, illetőleg a magyar állampolgárságért folyamodó, valamint – az állami függetlenség és a törvényes rend védelméhez kötődően – a vízumkérelmet benyújtott személyek ellenőrzését és az ezzel kapcsolatos feladatokat;
- felderíti és elhárítja a Magyarország nemzetbiztonságát veszélyeztető, az előző pont szerinti kérelmekhez kapcsolódó, Magyarországra jogellenesen belépő, itt tartózkodó, illetve ezt elősegítő, és ilyen módon az ország nemzetbiztonságát veszélyeztető személyek, csoportok leplezett tevékenységét;
- a nyomozás elrendeléséig végzi a Büntető Törvénykönyvről szóló 2012. évi C. törvény (a továbbiakban: Btk.) szerinti emberiesség elleni bűncselekmények (Btk. XIII. Fejezet), a háborús bűncselekmények (Btk. XIV. Fejezet), az állam elleni bűncselekmények (Btk. XXIV. Fejezet), illetve működési területén a külföldre szökés (Btk. 434. §), a zendülés (Btk. 442. §) és a készenlét fokozásának veszélyeztetése (Btk. 454. §) bűncselekmények felderítését;
- felderíti a terrorcselekményt (Btk. 261. §), ha a bejelentés a Nemzetbiztonsági Hivatalhoz érkezett, illetve arról a Nemzetbiztonsági Hivatal szerzett tudomást;
- információkat szerez a közösség tagja elleni erőszak (Btk. 216. §), a minősített adattal visszaélés (Btk. 265. §), a jármű hatalomba kerítése (Btk. 320. §), a közveszély okozása (Btk. 322. §), a nemzetközi gazdasági tilalom megszegése (Btk. 327. §), a nemzetközi gazdasági tilalom megszegése feljelentésének elmulasztása (Btk. 328. §), a közösség elleni uszítás (Btk. 332. §), a rémhírterjesztés (Btk. 337. §) és a közveszéllyel fenyegetés (Btk. 338. §) bűncselekményekre vonatkozóan;
- közreműködik a nemzetközileg ellenőrzött termékek és technológiák jogellenes forgalmának felderítésében, megelőzésében, megakadályozásában és legális forgalmának ellenőrzésében;
- közreműködik a haditechnikai eszközök és szolgáltatások jogellenes forgalmának felderítésében, megelőzésében, megakadályozásában és legális forgalmának ellenőrzésében;
- a Nemzeti Biztonsági Felügyelet megkeresésére elvégzi a hatáskörébe tartozó gazdálkodó szervezetek cégellenőrzését;
- elvégzi a minősített adatot, az ország alapvető biztonsági, nemzetbiztonsági érdekeit érintő vagy a különleges biztonsági intézkedést igénylő beszerzések szabályairól szóló kormányrendelet szerinti előzetes minősítést, beszerzési eljáráshoz kötődő minősítést, valamint saját minősített beszerzései tekintetében elvégezheti a szükséges kiegészítő ellenőrzést;
- végzi az egységes elektronikuskártya-kibocsátási keretrendszerről szóló törvény szerint kártyakibocsátás engedélyezését kérők ellenőrzését és az ezzel kapcsolatos feladatokat.

A korábban a hivatal illetékességébe tartozó, terrorelhárítással kapcsolatos feladatkört a Terrorelhárítási Információs és Bűnügyi Elemző Központ 2016-os megalakítása óta ez utóbbi szervezet látja el.
Alapadatok, a költségvetési törvények alapján:
|                          | 2006 | 2007 | 2008   |
| ------------------------ | ---- | ---- | ------ |
| költségvetés (millió Ft) | 8897 | 9646 | 13 909 |
| létszám (fő)             | 1189 | 1192 | 1192   |

## Vezetői
A Hivatal főigazgatói:
- Galambos Lajos vezérőrnagy[8] (2004.07.27. – 2007.05.31.)
- Laborc Sándor dandártábornok (2007.06.01. – 2009.08.31.)
  - Balajti László vezérőrnagy (mint az NBSZ főigazgatója megbízva a főigazgatói feladatok ellátásával 2009.09.01.[9] – 12.21.[10])
- Balajti László altábornagy (2009.12.22.[11] – 2011.12.16.[12])
- Göbölös László ezredes (2011.12.17.[13] - 2015.03.31.[14])
- Földes Gyula mb. (2015.04.01. – 2015. augusztus 31.), az AH főigazgató-helyettese megbízottként
- Dr. Kiss Zoltán dandártábornok (2015. szeptember 1. – 2020. szeptember 15.)[15]
- Dr. Bárdos Szabolcs dandártábornok (2020. október 01. -)[16]